# 黄道周
黄道周（1585年3月9日—1646年4月20日），字幼玄，又字螭若、细遵，号石齋，人称石齋先生，閩南、台灣尊稱為「助順將軍」，福建漳浦銅山（清朝时屬詔安，今为東山）人，祖籍莆田，明朝政治人物、学者、书法家、藝術家。明亡後堅持抗清，被俘殉國。谥忠烈，乾隆时改谥忠端。

## 生平
明萬曆十三年（1585年）二月初九，黃道周生於東山深井村。其出生世家，但年少家贫，在福建漳浦銅山（今屬東山）島上石室刻苦攻讀，曾在家鄉漳州和广东潮州收徒讲学。有「閩海才子」之譽。
天啟二年（1622年）進士，與倪元璐、王鐸等同年。改翰林院庶吉士，授編修，為經筵展書官，因丁憂去職。
崇禎初，復官編修。崇禎三年（1630年），任右中允。八月，錢龍錫以袁崇煥事下獄，廷臣無敢訟冤者。黃道周与钱龙锡素无私交，却激于义愤，上疏稱：“今杀累辅，徒有损于国”，認為錢龍錫不宜坐死罪。崇祯帝不悦，以忤旨之罪把黄道周降级外调，又礙於舆论，乃釋放錢龍錫，改戍浙江定海。
崇禎十一年（1638年），楊嗣昌、陳新甲、方一藻皆有家喪，崇禎帝依舊“奪情”起用。黃道周對此連上三疏，指責此三人不忠不孝。道周又因指斥大臣楊嗣昌等私下妄自議和，七月初五日崇禎帝在平台召开御前会议，要杨嗣昌与黄道周当场辩论，黄道周雄辩滔滔，“与嗣昌争辩上前，犯颜谏争，不少退，观者莫不战栗。”崇祯怒不可遏，斥责他：“一生学问只办得一张佞口。”道周被连贬六级，謫江西布政司知事。遂辭官，於邺山讲堂开坛讲学。
崇祯十三年（1640年），江西巡抚解学龙以“忠孝”为由，向朝廷举荐黄道周，认为他“可任辅导”。崇祯大怒，下令将二人入狱，以“伪学欺世”之罪重治，户部主事葉廷秀、監生涂仲吉等力救，也被逮入狱，後周延儒曰：“張溥、黃道周，皆有些偏，只是會讀書，所以人人惜他。”帝沉默不語。改廷杖八十，充军广西。崇祯十四年（1641年），杨嗣昌病死。崇祯想起黄道周的“清操力学，尚策励”，赦其罪，並复官。道周告病回家，专心著书。
明亡後，任南明禮部尚書，“嚴冷方剛，不偕流俗”，楊廷麟曾力薦他充講官兼直經筵。弘光帝亡後，至福建福州。隆武帝封武英殿大学士兼吏部尚书、兵部尚书。但兵權由郑芝龙掌握，時清廷頒布剃发令，江南人民求救於南明隆武朝廷，芝龙養兵自重，不发一兵一卒。黄道周只得返鄉籌兵籌糧。
隆武元年（1645年），九月十九日道周募眾數千人，馬僅十餘匹，另有一月糧，出仙霞关，與清兵抗擊。施琅曾一度與他前往，不久卻径自返回福建。夫人蔡氏叹道：“道周死得其所了！”十月初抵达广信（今上饶），募得三個月兵粮，分兵三路，向清兵发起进攻，一路向西攻抚州（今临川），另两路北上分攻婺源、休宁，不久三路皆敗。十二月六日，黄道周率隊向婺源出發，至童家坊，得知乐平已陷，二十四日，抵明堂里時遇伏，参将高万容逃去，於是全军崩溃。黃道周與四門生蔡春溶、趙士超、賴繼謹、毛至潔衝鋒在前，終因兵弱，五人被徽州守将张天禄俘獲。
道周俘後，至金陵獄中，獄中吟咏如故，清廷派明舊臣洪承疇勸降，黃道周寫下這樣一副對聯：“史筆流芳，雖未成名終可法；洪恩浩蕩，不思報國反成仇。”將殉難的史可法與洪承疇對比。承疇頗愧，上疏请求免除道周死刑，清廷不准。後绝食十二日，期間其妻蔡氏来信：“忠臣有国无家，勿内顾”。
隆武二年（1646年）三月五日就义。臨刑前，盥洗更衣，取得紙墨，画一幅长松怪石贈人，還給家人留下了遺言：“蹈仁不死，履險若夷；有隕自天，舍命不渝”。至东华门刑场上，向南方再拜，道周撕裂衣服，咬破手指，有血書遺家人：“纲常万古，节义千秋；天地知我，家人无忧。”最後头已断而身“兀立不仆”，其門人蔡春溶、赖继谨、赵士超和毛至洁同日被害，人稱「黄门四君子」。

## 著作
著有《儒行集傳》《石齋集》《易象正義》《春秋揆略》《孝經集傳》等，現存詩兩千餘首，被俘後「見三光」的牢室中所作三百多首詩，出自憂憤，最為感人。

## 書畫
黃道周的詩文書畫，均被後世視為高風亮節的象徵。他所畫的松石，尤其著名。
書畫作品：
- 《松石圖》，香港藝術館藏

## 成就
道周博学多才，不僅精通经學、史學、诗賦，甚至天文、历法、数学，且能書畫。《明史》贊：「學貫古今，所至學者雲集。」乾隆帝亦說他「不愧一代完人」。
藝術方面，道周书法妙绝，清初宋犖說：“石齋先生楷法尤精，所謂意氣密麗，如飛鴻舞鶴，令人叫絕。”（《漫堂書畫跋》）道周亦能绘画，徐霞客評他“字画为馆阁第一，文章为国朝第一，人品为海内第一，其学问直接周、孔，为古今第一”。

## 評價
顧誠《南明史》評價劉宗周和黃道周皆非棟樑之材。他們「守正」而不能達變；敢於犯顏直諫而闊於事理；律己雖嚴而於世無補。

## 信仰

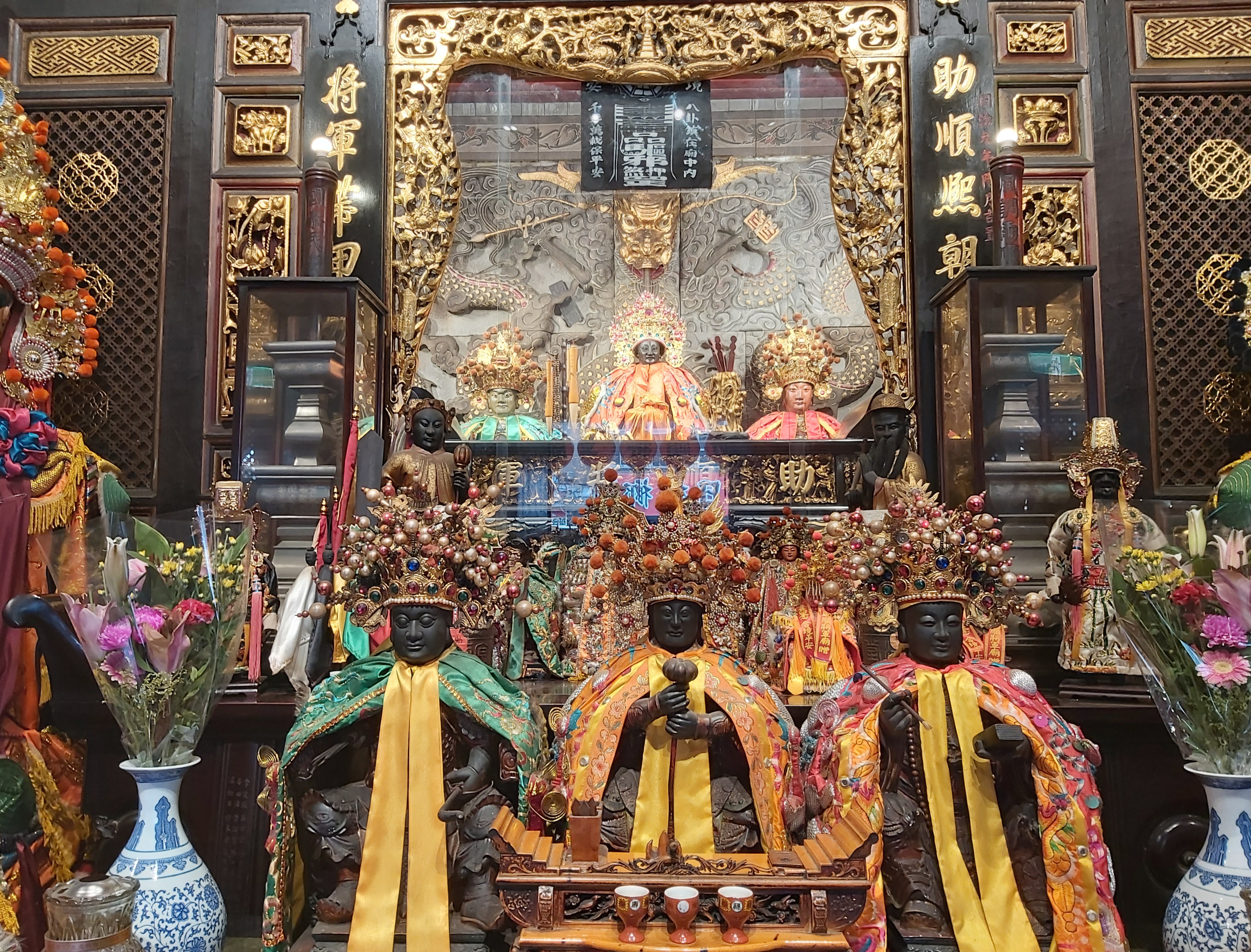
艋舺晉德宮助順將軍

清朝初年閩南人崇敬黃道周之忠義，祭拜之，尊稱其為「助順將軍」，以避免被朝廷查獲。也有人認為黃道周的說法是穿鑿附會，將原本不詳其名的將軍類神靈改為鼎鼎大名的黃道周。